# Жаны-Алай
Жаны-Алай (кирг. Жаңы-Алай) — село в Алайском районе Ошской области Кыргызстана. Административный центр Жаны-Алайского айылного аймака.

## География
Село расположено в южной части области, на расстоянии приблизительно 49 километров (по прямой) к северо-западу от села Гульча, административного центра района.

## Население
Согласно оценочным данным Национального статистического комитета Кыргызской Республики, численность населения села на начало 2023 года составляла 3082 человека.
| год     | 2009 | 2014 | 2015 | 2020 | 2021 | 2023 |
| ------- | ---- | ---- | ---- | ---- | ---- | ---- |
| человек | 2300 | 2337 | 2223 | 2871 | 2950 | 3082 |